# Marek Sapara
Marek Sapara (ur. 31 lipca 1982 w Koszycach) – piłkarz słowacki grający na pozycji środkowego pomocnika.

## Kariera klubowa
Sapara pochodzi z Koszyc. Karierę piłkarską rozpoczął w klubie VSS Košice. Następnie występował w FK Krásna nad Hornádom, a w 2001 wrócił do rodzinnego miasta i przeszedł do klubu 1. FC Košice. W sezonie 2001/2002 zadebiutował w jego barwach w pierwszej lidze słowackiej. W drugim roku gry w Košicach był członkiem wyjściowej jedenastki. W 2003 roku zmienił barwy klubowe i został piłkarzem MFK Ružomberok. W Ružomberoku Marek występował przez 3,5 roku. Największy sukces osiągnął w sezonie 2005/2006, gdy wywalczył swój pierwszy tytuł mistrza kraju. Zdobył także Puchar Słowacji.
Na początku 2006 roku Sapara opuścił MFK Ružomberok i za 1,3 miliona euro został sprzedany do norweskiego Rosenborga Trondheim. Stał się liderem drugiej linii Rosenborga i swoim pierwszym sezonie spędzonym w Trondheim zdobył 3 gole w rozgrywkach Tippeligaen przyczyniając się do zdobycia mistrzostwa kraju. W 2007 roku zaliczył 7 trafień i był trzecim najlepszym strzelcem drużyny po Steffenie Iversenie (13 goli) i Yssoufie Koné (9 goli). Wystąpił w fazie grupowej Ligi Mistrzów, jednak w lidze zajął z Rosenborgiem dopiero 5. miejsce. W 2009 Sapara zdobył ze swoim klubem mistrzostwo Norwegii.
W 2010 roku Sapara odszedł do tureckiego MKE Ankaragücü. W 2011 roku zmienił klub i podpisał kontrakt z Trabzonsporem. Był z niego wypożyczony w 2012 roku do Gaziantepsporu, w którym grał również w 2014 roku. W tym samym roku występował również w Osmanlısporze. W 2015 wrócił do MFK Ružomberok i w 2018 zakończył w nim karierę.
| Sezon   | Klub           | Kraj     | Rozgrywki   | Mecze | Bramki |
| ------- | -------------- | -------- | ----------- | ----- | ------ |
| 2001/02 | 1. FC Košice   | Słowacja | Corgoň Liga | 3     | 0      |
| 2002/03 | 1. FC Košice   | Słowacja | Corgoň Liga | 23    | 3      |
| 2003/04 | MFK Ružomberok | Słowacja | Corgoň Liga | 12    | 1      |
| 2004/05 | MFK Ružomberok | Słowacja | Corgoň Liga | 27    | 2      |
| 2005/06 | MFK Ružomberok | Słowacja | Corgoň Liga | 35    | 6      |
| 2006/07 | MFK Ružomberok | Słowacja | Corgoň Liga | 5     | 0      |
| 2006    | Rosenborg BK   | Norwegia | Tippeligaen | 8     | 3      |
| 2007    | Rosenborg BK   | Norwegia | Tippeligaen | 26    | 7      |
| 2008    | Rosenborg BK   | Norwegia | Tippeligaen | 22    | 4      |
| 2009    | Rosenborg BK   | Norwegia | Tippeligaen | 21    | 5      |
| 2009/10 | MKE Ankaragücü | Turcja   | Süper Lig   | 13    | 1      |
| 2010/11 | MKE Ankaragücü | Turcja   | Süper Lig   | 24    | 3      |
| 2011/12 | Trabzonspor    | Turcja   | Süper Lig   | 5     | 0      |
| 2011/12 | Gaziantepspor  | Turcja   | Süper Lig   | 19    | 5      |
| 2012/13 | Trabzonspor    | Turcja   | Süper Lig   | 23    | 2      |
| 2013/14 | Gaziantepspor  | Turcja   | Süper Lig   | 10    | 2      |
| 2014/15 | Osmanlıspor    | Turcja   | TFF 1. Lig  | 7     | 0      |
| 2014/15 | MFK Ružomberok | Słowacja | Corgoň Liga | 6     | 0      |
| 2015/16 | MFK Ružomberok | Słowacja | Corgoň Liga | 7     | 1      |
| 2016/17 | MFK Ružomberok | Słowacja | Corgoň Liga | 16    | 1      |
| 2017/18 | MFK Ružomberok | Słowacja | Corgoň Liga | 12    | 0      |

## Kariera reprezentacyjna
W reprezentacji Słowacji Sapara zadebiutował 8 października 2005 roku w wygranym 1:0 spotkaniu eliminacji do Mistrzostw Świata w Niemczech z Estonią. Od czasu debiutu stał się jednym z podstawowych graczy kadry narodowej.